# Paradromulia albigrisea
Paradromulia albigrisea là một loài bướm đêm trong họ Geometridae.